# Monasterio de clausura de San Sargis
Monasterio de clausura de San Sargis (en azerí: Avey kilsəsi; en armenio:  Գագա Սուրբ Սարգիս Վանք) es un monasterio medieval de la iglesia Apostólica Armenia que se encuentra en estado de ruinas, en el raion Qazakh de la República de Azerbaiyán. Se encuentra a unos 500 metros al este de la frontera actual de Armenia, y a cuatro kilómetros al oeste de la localidad de Dash Salakhly. El monasterio se construyó en la parte superior de la montaña, a una altitud de 922 metros sobre el nivel del mar y a 420 metros del pie de la montaña.